# Savigny-sur-Grosne
Savigny-sur-Grosne település Franciaországban, Saône-et-Loire megyében. Lakosainak száma 170 fő (2022. január 1.). Savigny-sur-Grosne Saint-Gengoux-le-National, Curtil-sous-Burnand, Malay, Burnand és Bonnay-Saint-Ythaire községekkel határos.

## Népesség
A település népessége az elmúlt években az alábbi módon változott:
| Lakosok száma | 177  | 176  | 174  | 170  | 169  | 169  | 171  | 171  | 170  |
|               | 2013 | 2015 | 2016 | 2017 | 2018 | 2019 | 2020 | 2021 | 2022 |